# Morti nel 2018/Marzo
| Questa pagina contiene informazioni ricavate automaticamente dalle voci biografiche con l'ausilio del template Bio e di un bot. L'aggiornamento è periodico e automatico e ricostruisce completamente la pagina. Se manca una persona in questa lista, sei pregato di non aggiungerla, ma accertati piuttosto che la sua voce biografica contenga il template Bio e che i dati anagrafici siano correttamente compilati. Se il template Bio manca, inseriscilo tu stesso o, in alternativa, metti l'avviso {{tmp\|Bio}} che ne segnala la mancanza. Se i dati riportati sono sbagliati, correggi direttamente la voce biografica; le modifiche saranno visibili in questa lista entro pochi giorni. Per chiarimenti vedi il progetto biografie. La lista contiene solo le 194 persone che sono citate nell'enciclopedia e per le quali è stato implementato correttamente il template Bio. Pagina aggiornata al 18 lug 2025. |

- 1º marzo - Joan Canals, cestista spagnolo (n. 1928)
- 1º marzo - Gianfranco Lamberti, politico italiano (n. 1947)
- 1º marzo - Anatolij Lejn, scacchista statunitense (n. 1931)
- 1º marzo - Lars-Erik Olsson, cestista svedese (n. 1922)
- 1º marzo - Vicente Piquer, allenatore di calcio e calciatore spagnolo (n. 1935)
- 1º marzo - Michael Strempel, calciatore tedesco orientale (n. 1944)
- 1º marzo - Luigi Taveri, pilota motociclistico svizzero (n. 1929)
- 1º marzo - Johann Zeitler, calciatore tedesco (n. 1927)
- 2 marzo - Renzo Bardelli, politico italiano (n. 1937)
- 2 marzo - Gillo Dorfles, critico d'arte, pittore e filosofo italiano (n. 1910)
- 2 marzo - Billy Herrington, attore pornografico statunitense (n. 1969)
- 2 marzo - Jesús López Cobos, direttore d'orchestra spagnolo (n. 1940)
- 2 marzo - Stella Maris, attrice italiana (n. 1922)
- 2 marzo - Carlo Ripa di Meana, politico e ambientalista italiano (n. 1929)
- 2 marzo - Maria Grazia Siliato, storica e archeologa italiana (n. 1926)
- 3 marzo - Roger Bannister, mezzofondista britannico (n. 1929)
- 3 marzo - Mimmo Càndito, giornalista e scrittore italiano (n. 1941)
- 3 marzo - Tonia Carrero, attrice brasiliana (n. 1922)
- 3 marzo - Frank Doubleday, attore statunitense (n. 1945)
- 3 marzo - Renzo Franzo, politico italiano (n. 1914)
- 3 marzo - Mario Garbi, politico e operaio italiano (n. 1930)
- 3 marzo - Sabit Hadžić, cestista e allenatore di pallacanestro bosniaco (n. 1957)
- 3 marzo - Enzo Lippolis, archeologo italiano (n. 1956)
- 3 marzo - Virgilijus Noreika, tenore lituano (n. 1935)
- 3 marzo - David Ogden Stiers, attore, doppiatore e musicista statunitense (n. 1942)
- 3 marzo - Derek Saunders, calciatore inglese (n. 1928)
- 3 marzo - Robert Scheerer, regista televisivo statunitense (n. 1928)
- 3 marzo - Arthur Stewart, allenatore di calcio e calciatore nordirlandese (n. 1943)
- 4 marzo - Davide Astori, calciatore italiano (n. 1987)
- 4 marzo - José Triana, drammaturgo cubano (n. 1931)
- 5 marzo - Robert Assaraf, storico marocchino (n. 1936)
- 5 marzo - Trevor Baylis, inventore inglese (n. 1937)
- 5 marzo - Abdulla Grimci, compositore e scrittore albanese (n. 1919)
- 5 marzo - Marc-André Leclerc, alpinista canadese (n. 1992)
- 5 marzo - Ulla Norden, cantante, conduttrice radiofonica e conduttrice televisiva tedesca (n. 1940)
- 5 marzo - Clive Sinclair, scrittore britannico (n. 1948)
- 5 marzo - Hayden White, storico e filosofo statunitense (n. 1928)
- 6 marzo - Göran Abrahamsson, schermidore svedese (n. 1931)
- 6 marzo - Donna Butterworth, attrice e cantante statunitense (n. 1956)
- 6 marzo - Paul Bùi Văn Đọc, arcivescovo cattolico vietnamita (n. 1944)
- 6 marzo - John Kurila, calciatore scozzese (n. 1941)
- 6 marzo - Peter Nicholls, critico letterario e scrittore australiano (n. 1939)
- 6 marzo - Francis Piasecki, calciatore e allenatore di calcio francese (n. 1951)
- 6 marzo - Margarethe Stolz-Hoke, pittrice italiana (n. 1925)
- 6 marzo - John Sulston, biologo britannico (n. 1942)
- 6 marzo - Teodoro Zeccoli, pilota automobilistico italiano (n. 1929)
- 7 marzo - Reynaldo Bignone, generale e politico argentino (n. 1928)
- 7 marzo - Victor Heringer, scrittore e poeta brasiliano (n. 1988)
- 7 marzo - Sala Kirschner, superstite dell'Olocausto polacca (n. 1924)
- 7 marzo - Diego Lanza, grecista italiano (n. 1937)
- 8 marzo - Mario Camilloni, calciatore e allenatore di calcio italiano (n. 1929)
- 8 marzo - Giovanni Divella, politico italiano (n. 1935)
- 8 marzo - Wolfgang Feneberg, gesuita e teologo tedesco (n. 1935)
- 8 marzo - Wilson Harris, scrittore guyanese (n. 1921)
- 8 marzo - Jean Jolivet, filosofo francese (n. 1925)
- 8 marzo - Luigi Lorenzetti, presbitero e teologo italiano (n. 1931)
- 8 marzo - Basil Moore, economista canadese (n. 1933)
- 8 marzo - Peppino Principe, fisarmonicista italiano (n. 1927)
- 8 marzo - Peter Temple, scrittore australiano (n. 1946)
- 8 marzo - Albin Vidović, pallamanista croato (n. 1943)
- 8 marzo - Kate Wilhelm, scrittrice statunitense (n. 1928)
- 9 marzo - Remo Bicchierai, calciatore italiano (n. 1938)
- 9 marzo - Oskar Gröning, militare tedesco (n. 1921)
- 9 marzo - Jung Jae-sung, giocatore di badminton sudcoreano (n. 1982)
- 9 marzo - Zacharia Ofri, cestista israeliano (n. 1932)
- 9 marzo - Elías Yanes Álvarez, arcivescovo cattolico spagnolo (n. 1928)
- 10 marzo - Hubert de Givenchy, stilista francese (n. 1927)
- 10 marzo - Paolo Nuzzi, regista e sceneggiatore italiano (n. 1929)
- 10 marzo - Piero Ostellino, giornalista italiano (n. 1935)
- 10 marzo - Michel Raynaud, matematico francese (n. 1938)
- 10 marzo - Gene Rhodes, cestista, allenatore di pallacanestro e dirigente sportivo statunitense (n. 1927)
- 10 marzo - Ralf Waldmann, pilota motociclistico tedesco (n. 1966)
- 11 marzo - Alba Arnova, ballerina e attrice italiana (n. 1930)
- 11 marzo - Ken Dodd, comico e cantante britannico (n. 1927)
- 11 marzo - Luciano Faraguti, politico italiano (n. 1937)
- 11 marzo - Karl Lehmann, cardinale e vescovo cattolico tedesco (n. 1936)
- 11 marzo - Daniele Lombardi, pianista e compositore italiano (n. 1946)
- 11 marzo - Graziella Mascia, politica italiana (n. 1953)
- 11 marzo - Siegfried Rauch, attore tedesco (n. 1932)
- 11 marzo - Henri Skiba, calciatore e allenatore di calcio francese (n. 1927)
- 11 marzo - Benito Paolo Torsello, architetto italiano (n. 1934)
- 11 marzo - Mario Vegetti, storico della filosofia e traduttore italiano (n. 1937)
- 12 marzo - Ivan Davis, pianista statunitense (n. 1932)
- 12 marzo - Ken Flach, tennista statunitense (n. 1963)
- 12 marzo - Nikolaj Gluškov, imprenditore russo (n. 1949)
- 12 marzo - Craig Mack, rapper statunitense (n. 1970)
- 12 marzo - Rudolf Mang, sollevatore tedesco (n. 1950)
- 12 marzo - Bud Olsen, cestista e allenatore di pallacanestro statunitense (n. 1940)
- 12 marzo - Giovanni Prandini, funzionario e politico italiano (n. 1940)
- 12 marzo - Grazia Raffa, poetessa italiana (n. 1931)
- 12 marzo - Pedro Romero, calciatore messicano (n. 1937)
- 12 marzo - Oleg Pavlovič Tabakov, attore russo (n. 1935)
- 12 marzo - Aldo Tarlao, canottiere italiano (n. 1926)
- 12 marzo - Olly Wilson, compositore, polistrumentista e musicologo statunitense (n. 1937)
- 13 marzo - Ivano Beggio, imprenditore italiano (n. 1944)
- 13 marzo - Roberto Bignoli, cantautore italiano (n. 1956)
- 13 marzo - Riccardo Bisogniero, generale italiano (n. 1923)
- 13 marzo - Enrico Ciacci, chitarrista e compositore italiano (n. 1942)
- 13 marzo - Philip J. Davis, matematico statunitense (n. 1923)
- 13 marzo - Paulo Roberto de Freitas, pallavolista, allenatore di pallavolo e dirigente sportivo brasiliano (n. 1950)
- 13 marzo - Leonid Aleksandrovič Kvinichidze, regista sovietico (n. 1937)
- 13 marzo - Ken Mulhearn, calciatore inglese (n. 1945)
- 13 marzo - Carlo Nangeroni, pittore e scenografo statunitense (n. 1922)
- 13 marzo - Luigi Necco, giornalista, telecronista sportivo e scrittore italiano (n. 1934)
- 13 marzo - Jens Nilsson, politico svedese (n. 1948)
- 13 marzo - J.L. Parks, cestista statunitense (n. 1927)
- 13 marzo - Henry Williams, cestista statunitense (n. 1970)
- 14 marzo - Renata Bonfanti, artista e designer italiana (n. 1929)
- 14 marzo - Marielle Franco, politica, sociologa e attivista brasiliana (n. 1979)
- 14 marzo - Rubén Galván, calciatore argentino (n. 1952)
- 14 marzo - Stephen Hawking, cosmologo, fisico e astrofisico britannico (n. 1942)
- 14 marzo - Adrian Lamo, informatico statunitense (n. 1981)
- 14 marzo - David Matza, sociologo e criminologo statunitense (n. 1930)
- 14 marzo - Mac McCallion, rugbista a 15 e allenatore di rugby a 15 neozelandese (n. 1950)
- 14 marzo - Liam O'Flynn, musicista irlandese (n. 1945)
- 14 marzo - Charlie Quintana, batterista statunitense (n. 1962)
- 14 marzo - Girolamo Tripodi, sindacalista e politico italiano (n. 1927)
- 15 marzo - Marcello Cesa-Bianchi, psicologo e saggista italiano (n. 1926)
- 15 marzo - Erwin C. Dietrich, regista, produttore cinematografico e attore svizzero (n. 1930)
- 15 marzo - Anna Campbell, anarchica e militare inglese (n. 1991)
- 15 marzo - Bob Phibbs, cestista canadese (n. 1927)
- 16 marzo - Huang Wenpan, nuotatore cinese (n. 1995)
- 16 marzo - Louise Slaughter, politica statunitense (n. 1929)
- 17 marzo - Raka Rasmi, ballerina indonesiana (n. 1939)
- 17 marzo - Marino Rossetti, calciatore italiano (n. 1942)
- 17 marzo - Phan Văn Khải, politico vietnamita (n. 1933)
- 17 marzo - Sammy Williams, attore, cantante e ballerino statunitense (n. 1948)
- 18 marzo - Sergio Castellaneta, politico italiano (n. 1932)
- 18 marzo - Giuliana Fontanelli, soprano italiano (n. 1921)
- 18 marzo - Barkat Gourad Hamadou, politico gibutiano (n. 1930)
- 18 marzo - Roger Mindonnet, calciatore francese (n. 1924)
- 18 marzo - Stefano Pellegrini, calciatore italiano (n. 1953)
- 18 marzo - Ivor Richard, politico britannico (n. 1932)
- 18 marzo - James Weatherall, ammiraglio inglese (n. 1936)
- 19 marzo - Irina Begljakova, discobola sovietica (n. 1933)
- 19 marzo - Linda Bement, modella statunitense (n. 1941)
- 19 marzo - Irwin Hoffman, direttore d'orchestra statunitense (n. 1924)
- 19 marzo - Cara Lott, attrice pornografica statunitense (n. 1961)
- 19 marzo - Keith O'Brien, cardinale e arcivescovo cattolico britannico (n. 1938)
- 19 marzo - Moishe Postone, storico canadese (n. 1942)
- 19 marzo - Alfonso Vitale, compositore, teorico della musica e religioso italiano (n. 1937)
- 20 marzo - Katie Boyle, conduttrice televisiva e attrice britannica (n. 1926)
- 20 marzo - Dylan Mika, rugbista a 15 neozelandese (n. 1972)
- 20 marzo - Peter George Peterson, imprenditore, politico e banchiere statunitense (n. 1926)
- 21 marzo - Anna-Lisa, attrice norvegese (n. 1933)
- 21 marzo - Gerrit Blaauw, informatico olandese (n. 1924)
- 21 marzo - Antonino Macaluso, politico italiano (n. 1922)
- 21 marzo - William Smith, lottatore statunitense (n. 1928)
- 21 marzo - Leo Zeferetti, politico statunitense (n. 1927)
- 22 marzo - Eugenio Corsini, filologo e critico letterario italiano (n. 1924)
- 22 marzo - Dick Gamble, hockeista su ghiaccio, allenatore di hockey su ghiaccio e dirigente sportivo canadese (n. 1928)
- 22 marzo - René Houseman, calciatore argentino (n. 1953)
- 22 marzo - Morgana King, cantante e attrice statunitense (n. 1930)
- 22 marzo - Daryush Shayegan, filosofo e romanziere iraniano (n. 1935)
- 23 marzo - Lino Bortolo Belotti, vescovo cattolico e missionario italiano (n. 1930)
- 23 marzo - Debbie Lee Carrington, attrice statunitense (n. 1959)
- 23 marzo - Philip Kerr, scrittore scozzese (n. 1956)
- 23 marzo - Zell Miller, politico e scrittore statunitense (n. 1932)
- 23 marzo - Alberto Ongaro, giornalista, scrittore e fumettista italiano (n. 1925)
- 23 marzo - Anne Schützenberger, psicologa e psicoterapeuta francese (n. 1919)
- 23 marzo - Henryk Wardach, cestista polacco (n. 1964)
- 24 marzo - José Antonio Abreu, musicista, attivista e politico venezuelano (n. 1939)
- 24 marzo - Lys Assia, cantante svizzera (n. 1924)
- 24 marzo - Rim Banna, cantautrice, musicista e attivista palestinese (n. 1966)
- 24 marzo - Arnaud Beltrame, militare francese (n. 1973)
- 24 marzo - Hidetoshi Nagasawa, performance artist, scultore e architetto giapponese (n. 1940)
- 24 marzo - Marco Solfrini, cestista e dirigente sportivo italiano (n. 1958)
- 25 marzo - Marco Brandolin, calciatore italiano (n. 1922)
- 25 marzo - Maretta Scoca, politica e avvocato italiana (n. 1938)
- 26 marzo - Fabrizio Frizzi, conduttore televisivo e conduttore radiofonico italiano (n. 1958)
- 26 marzo - Zeke Upshaw, cestista statunitense (n. 1991)
- 27 marzo - Stéphane Audran, attrice francese (n. 1932)
- 27 marzo - Vittorio Parola, politico italiano (n. 1935)
- 27 marzo - Nausicaa Policicchio, soprano italiana (n. 1963)
- 27 marzo - Clément Rosset, filosofo e scrittore francese (n. 1939)
- 28 marzo - Bobby Ferguson, calciatore e allenatore di calcio inglese (n. 1938)
- 28 marzo - Fedora Ferluga Petronio, filologa, slavista e traduttrice italiana (n. 1946)
- 28 marzo - Eugène Van Roosbroeck, ciclista su strada belga (n. 1928)
- 28 marzo - Elena Subirats, tennista messicana (n. 1947)
- 29 marzo - Corrado Dal Fabbro, bobbista e dirigente sportivo italiano (n. 1945)
- 29 marzo - William Gladstone, VII baronetto, militare e insegnante britannico (n. 1925)
- 29 marzo - Emiliano Mondonico, calciatore e allenatore di calcio italiano (n. 1947)
- 30 marzo - Aureliano Bolognesi, pugile italiano (n. 1930)
- 30 marzo - Pierre Colnard, pesista francese (n. 1929)
- 30 marzo - Ivor Guest, saggista, avvocato e storico britannico (n. 1920)
- 30 marzo - Henry Theophilus Howaniec, vescovo cattolico e missionario statunitense (n. 1931)
- 30 marzo - Sabahudin Kurt, cantante bosniaco (n. 1935)
- 30 marzo - Geraldo Antônio Martins, calciatore brasiliano (n. 1940)
- 30 marzo - Keith Murdoch, rugbista a 15 neozelandese (n. 1943)
- 30 marzo - Sven-Olov Sjödelius, canoista svedese (n. 1933)
- 30 marzo - Robert de Vries, calciatore olandese (n. 1943)
- 31 marzo - Franco De Cecco, calciatore italiano (n. 1942)
- 31 marzo - Luigi De Filippo, attore, commediografo e regista italiano (n. 1930)
- 31 marzo - Gerardo Gaibisso, politico italiano (n. 1927)